# Kremsmünster
Kremsmünster est une commune (Marktgemeinde) autrichienne, située dans le district de Kirchdorf en Haute-Autriche, comptant environ 6 500 habitants. Elle est connue pour son abbaye bénédictine fondée en 777.

## Géographie

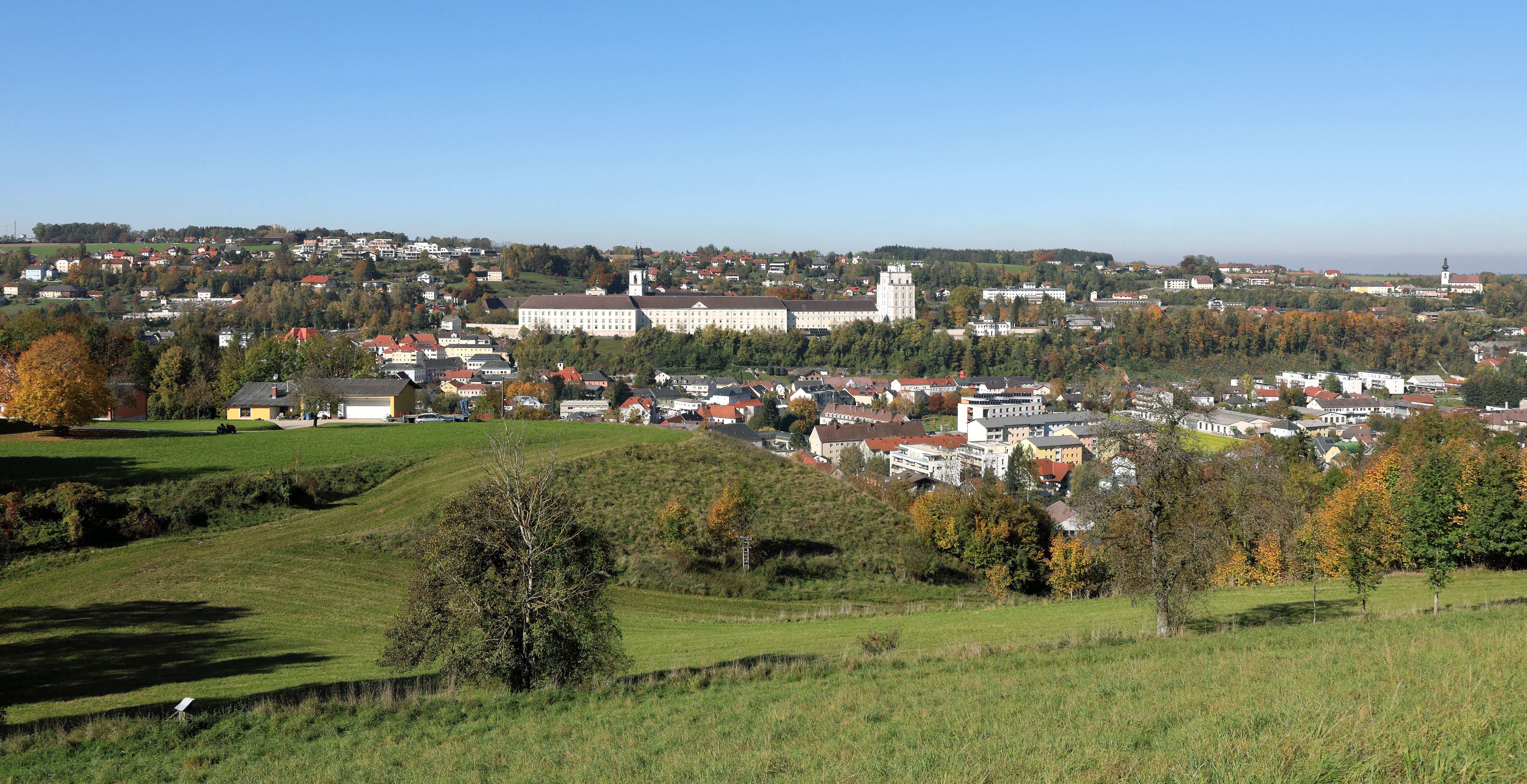
Vue sur Kremsmünster depuis le sud-est.

Kremsmünster est localisée dans le quartier de Traun (Traunviertel), l'une des quatre régions historiques de la Haute-Autriche, au bord de la rivière Krems. Elle est limitrophe des communes de Kematen an der Krems au nord-est, de Rohr im Kremstal à l'est, de Sipbachzell au nord, de Sattledt au nord-ouest et de Wartberg an der Krems au sud. 
La surface totale de la commune compte 42 km2 et elle est divisée en localités : Au, Dehenwang, Dirnberg, Egendorf, Grub, Guntendorf, Heiligenkreuz, Helmberg, Kirchberg, Kremsegg, Kremsmünster, Krift, Mairdorf, Oberburgfried, Pochendorf, Regau, Schürzendorf, Unterburgfried et Wolfgangstein.

## Histoire
Depuis le haut Moyen Âge, le domaine du Traungau constituait la limite orientale de l'ancien duché ethnique de Bavière s'étendant jusqu'à la rivière Enns. Le nom de Kremsmünster est issu d’une légende : en 777, le duc Tassilon III de Bavière était à la chasse avec son fils Gunther, quand ce dernier a été attaqué et tué par un sanglier. Après cet accident tragique, Tassilon III a vu un cerf avec des chandeliers dans ses bois – le duc a interprété cela comme un signe de Dieu et par gratitude a fondé un monastère à cet endroit-là. Le mot en ancien allemand pour « monastère » était Münster – donc c’était le Münster an der Krems (le monastère sur la Krems), Kremsmünster.

Vue sur Kremsmünster et les environs, peinture d'Adalbert Stifter (vers 1825).

Le duc a doté l'abbaye de vastes possessions. La charte du 9 novembre 777 mentionne les évêques bavarois Virgile de Salzbourg, Simpert de Ratisbonne et Waldric de Passau, ainsi que les abbés de Mondsee, de Niederaltaich, de Schlehdorf et de Chiemsee comme témoins. Ce monastère bénédictin existe donc depuis plus de 1 200 ans. Son aspect actuel est le résultat d'une reconstruction en style baroque, exécutée d'après le projet de Carlo Antonio Carlone et de Jakob Prandtauer à partir de 1680. Jusqu'à nos jours, la communauté compte à peu près 40 moines bénédictins qui ont la charge d'un lycée et des 27 paroisses des alentours. La communauté entretient des relations étroites avec le diocèse de Barreiras au Brésil.
Le village au-dessous l'abbaye fut évoqué pour la première fois en 1299. Il obtint le droit de tenir marché par l'empereur Frédéric III de Habsbourg, archiduc d'Autriche en 1489. L'école de l'abbaye de Kremsmünster (Stiftsgymnasium), un Gymnasium privé, a été fondée en 1549.

## Monuments et lieux touristiques

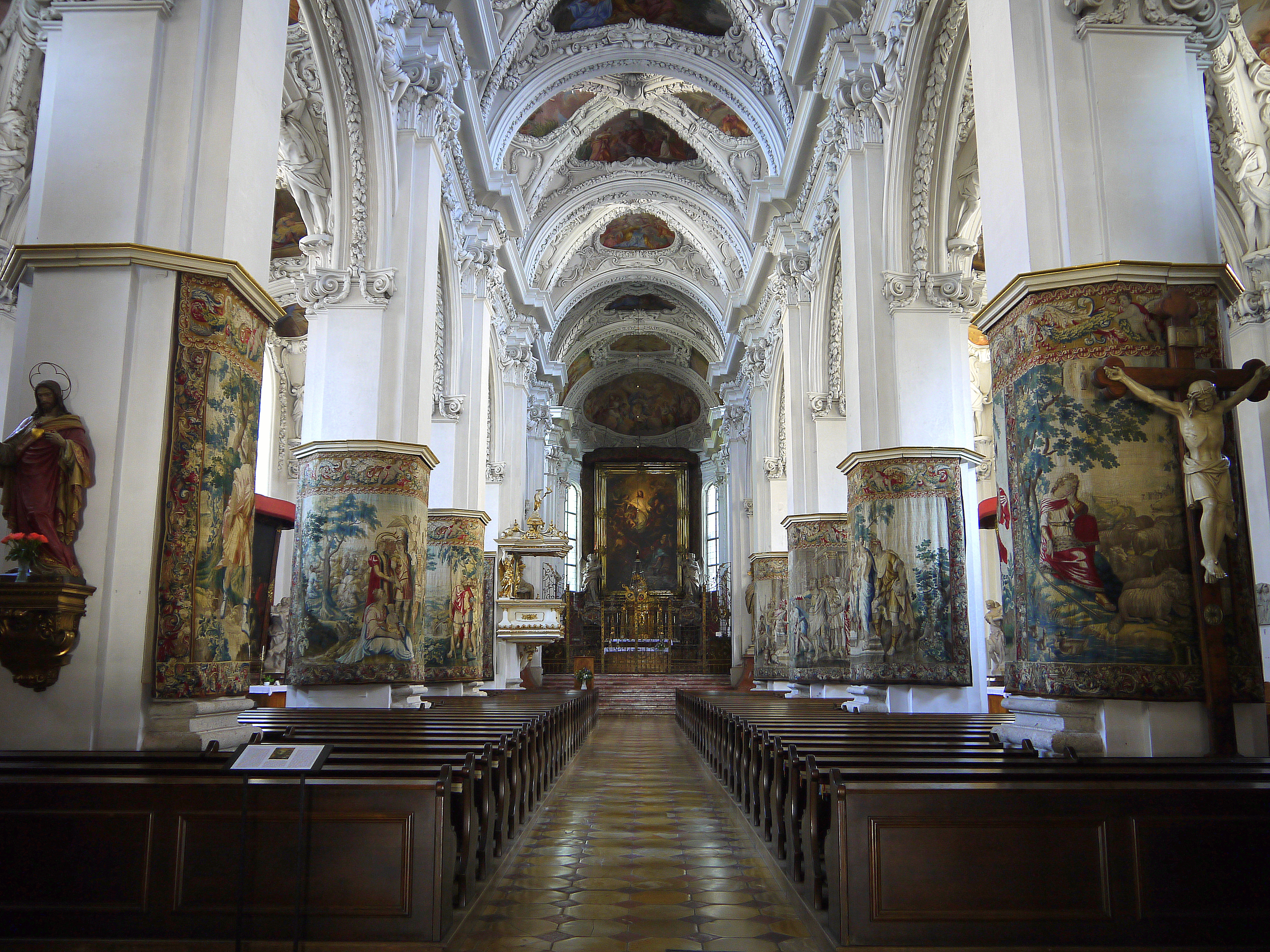
Intérieur de l'église de la Sainte-Croix.

L'abbaye de Kremsmünster est un des plus grands et des plus riches monastères d'Autriche. Il comporte une grande bibliothèque, une collection d’objets d’arts, avec le calice de Tassilo (Tassilokelch) et les Tassiloleuchter – ce sont un calice et des chandeliers donnés par le duc Tassilon au monastère au VIIIe siècle – et d’autres peintures et objets précieux, la belle église collégiale baroque, un observatoire construit à partir de 1748 (le premier d'Europe, il comporte, entre autres, la station météorologique la plus ancienne d’Europe) et une cave.
À part le monastère, il y a la petite église de Kirchberg – de style rococo – et l'église de pèlerinage de la Sainte-Croix construite à quelques kilomètres par Carlo Antonio Carlone, ainsi que le musée des instruments dans le château de Kremsegg.

## Vie culturelle
- Oberösterreichische Stiftskonzerte, concerts donnés en juin et juillet avec des musiciens et interprètes célèbres
- Oberösterreichische Sommerakademie au monastère avec des conférences de scientifiques internationaux sur un sujet particulier
- Concerts au château de Kremsegg et dans le monastère
- Expositions, films et concerts organisés par l’association culturelle AUSSERDEM

## Littérature
L'abbaye de Kremsmünster est évoquée au début de la Lettre de la Belle à la Bête, à la fin du conte La Belle et la Bête de Gabrielle-Suzanne de Villeneuve (XVIIIe siècle) : « Il était une fois à Kremsmünster une abbaye dont l'abbé, bien que grand chasseur, avait soin que tous ses frères respectassent les jours de chère maigre... »

## Économie
- Greiner est une grande entreprise qui produit de la mousse, du plastique et des emballages qui sont exportés dans le monde entier.
- Vetropack est une entreprise internationale qui produit des bouteilles.

## Politique
Le conseil municipal se compose de 31 membres, dont 17 appartiennent au Parti populaire (ÖVP), 7 au Parti social-démocrate (SPÖ) et 7 au Parti de la liberté (FPÖ) ; le maire Gerhard Obernberger appartient au ÖVP.

## Jumelage
La commune de Kremsmünster est jumelée avec :
- Palestrina (Italie)

## Personnalités
- Le lycée du monastère, riche en traditions, a généré des diplômés célèbres, comme Franz Xaver Süßmayr (qui a fini le Requiem de Mozart), Joseph Mohr (le poète du Sainte nuit, douce nuit), etc. L'écrivain Adalbert Stifter y commence ses études en 1818.
- Hubert Hanghofer (1951-2022), designer et sculpteur, est mort à Kremsmünster.
- Heinz Pollak (1913-1974), producteur de cinéma, est né à Kremsmünster.
- Maximilian Stadler (1748-1833), compositeur, fut abbé du monastère de 1789 à 1791.